# Rima real
Rima real (rhyme royal) - estrofe de sete versos, sendo todos decassílabos heroicos com rima ABABBCC. Foi introduzida por Geoffrey Chaucer, considerado um dos grandes poetas da língua inglesa, no século XIV. O esquema de rimas ABABBCC tem sido utilizado por muitos poetas nos séculos XV e XVI (por exemplo, John Lydgate, Robert Henrysson, Thomas Wyatt, Thomas Sackville, Stephen Hawes, Edmund Spenser).
Alguns críticos atribuem o nome ao francês chant royal. O poeta e músico francês Guillaume de Machaut (c. 1300–1377), pode tê-lo inventado ou derivado de poetas franceses e provençais anteriores.
Um exemplo notável foi também William Shakespeare, que usou a estrofe em seu poema The Rape of Lucrece, como segue um exemplo no original:
From the besieged Ardea all in post,
Borne by the trustless wings of false desire,
Lust-breathed Tarquin leaves the Roman host,
And to Collatium bears the lightless fire
Which, in pale embers hid, lurks to aspire
And girdle with embracing flames the waist
Of Collatine's fair love, Lucrece the chaste.
(William Shakespeare, The Rape of Lucrece)

No século XIX, William Morris usou a estrofe num poema longo, The Earthly Paradise[3]. Nos Estados Unidos, a rima real foi utilizada por Emma Lazarus. Na literatura inglesa, a rima real desempenha o mesmo papel da oitava camoniana (ABABABCC) nas literaturas italiana, portuguesa e espanhola.[carece de fontes?] Esquema de rimas ABABBCC foi utilizada em português por Francisco de Sá de Miranda e Gil Vicente. Um exemplo de seu uso é o poema por Gil Vicente:
Adorae montanhas
O Deos das alturas,
Tambem as verduras,
Adorae desertos
E serras floridas
O Deos dos secretos,
O Senhor das vidas;
Ribeiras crescidas
Louvae nas alturas
Deos das creaturas.
Louvae arvoredos
De fruto presado,
Digam os penedos:
Deos seja louvado,
E louve meu gado
Nestas verduras
Deos das alturas.
(Gil Vicente, Villancete)